# Saransk Air Enterprise
La Saransk Air Enterprise (in russo САРАНСКИЙ ОБЪЕДИНЕННЫЙ АВИАОТРЯД?) era una compagnia aerea statale russa con base all'Aeroporto di Saransk-Luchovka, nella Repubblica di Mordovia, in Russia.
La compagnia aerea era conosciuta anche come Mordovia Airlines.

## Storia
La Saransk Air Enterprise è stata creata nel 1992 sulla base della divisione dell'Aeroflot-Mordovia fondata nel 1964.
L'Ente dell'Aviazione Civile della Russia Rosaviacia ha revocato temporaneamente la licenza di trasporto dei passeggeri della compagnia aerea di Saransk in seguito ai problemi finanziarie del vettore russo rilevate durante i controlli straordinarie dallo stesso ente nell'ottobre 2011.
Il 13 febbraio 2013 la Rosaviacia ha annullato il certificato per il trasporto aereo della Mordovia Airlines in seguito ai risultati delle ispezioni che hanno dimostrato che la compagnia aerea di Saransk non ha adottato le raccomandazioni e le norme sulla sicurezza di voli e sulla preparazione degli equipaggi.
Il 2 dicembre 2015 la compagnia aerea russa RusLine ha iniziato la procedura della bancarotta nei confronti della Mordovia Airlines che visto annullato il certificato per il trasporto aereo nel 2013, ma continuava a gestire l'aeroporto di Saransk.

## Strategia
La compagnia aerea effettuava i voli di linea e charter stagionali da/per Saransk.
L'Aeroporto di Saransk era gestito dalla stessa compagnia aerea e recentemente modernizzato col sistema PAPI e i radar. La Mordovia Airlines aveva il personale e la base tecnica per la manutenzione degli aerei Tupolev Tu-134, Antonov An-12, Antonov An-24, Tupolev Tu-154, Ilyushin Il-76. La capacità dell'aeroporto di Saransk raggiunta era di 100 passeggeri/ora.

## Flotta storica
Corto raggio
- Antonov An-2
- Antonov An-24
- Antonov An-26

Medio raggio
- CRJ-200